# Obou Macaire
Obou Macaire (28 de dezembro de 1970) é um ex-futebolista profissional marfinense que atuava como goleiro.

## Carreira
Obou Macaire se profissionalizou no Africa Sports.

## Seleção
Obou Macaire integrou a Seleção Marfinense de Futebol na Copa das Nações Africanas de 1994.

## Títulos
Costa do Marfim
- Copa das Nações Africanas de 1994: 3º Lugar